# Danksagung (Wissenschaft)
Eine Danksagung (amerikanisches Englisch: acknowledgment; britisches Englisch: acknowledgement) ist eine weit verbreitete Form in publizierten Medien wie Büchern oder wissenschaftlichen Publikationen, Dank gegenüber Helfern und Unterstützern in Form einer Danksagung auszudrücken. Neben namentlich erwähnten Personen erstreckt sich der Dank auch auf geldgebende Institutionen, gastgebende Institutionen während eines Forschungssemesters oder einer Forschungsreise sowie auf Gäste bei Forschungsseminaren oder wissenschaftlichen Konferenzen.

## Gestalt
Die Danksagung befindet sich bei Büchern in der Regel unmittelbar nach dem Vorwort oder der Widmung, bei Fachaufsätzen entweder als Fußnote auf der Titelseite oder am Ende des Aufsatzes. Sie ist damit eine Form des Paratexts.
Danksagungen sind deutlich weniger standardisiert als andere Formen wissenschaftlichen Schreibens. Dies erschwert auch ihre standardisierte Erfassung, die sich vor allem auf die Finanzierung von Forschung beschränkt hat.

## Formen
Der Informationswissenschaftler Blaise Cronin subsumierte 1995 existierende Typologien und unterscheidet in sechs Kategorien:
1. Finanzierung (paymaster) durch Zuschüsse oder Stipendien
2. moralische Unterstützung (moral support) durch die Heimatinstitution des Autors, seine Familie oder in Form der Überlassung von Ausrüstung
3. redaktionelle Unterstützung (dogsbody) in Form von Sekretärstätigkeiten oder Assistenz mit der Datenanalyse
4. technische Unterstützung (technical) für den Umgang mit Computerprogrammen und Programmiersprachen
5. Ideengebung (prime mover) als Inspiration durch Doktorväter oder Mentoren
6. intellektuelle Unterstützung (trusted assessor) durch Kritik und Kommentare von Kollegen

Die ersten beiden Kategorien beziehen sich auf den Zugang zu Ressourcen, Kategorie drei und vier beziehen sich auf Prozeduren, während die letzten beiden Kategorien Konzept-bezogen sind. Nicht immer werden Kollegen namentlich in der Danksagung aufgeführt: Einem Gutachter im Peer-Review wird, da er dem Autor unbekannt ist, häufig anonym (anonymous referee) für Anregungen gedankt, zusätzlich zu anderen Ideengebern und Kritikern.

## Motivation
Die Gründe für Autoren, Dank für Unterstützung während des wissenschaftlichen Prozesses auszudrücken, können vielfältig sein. Eine zentrale Forschungsfrage ist dabei, inwiefern strategische Erwägungen eine Rolle spielen. Die Frage ist nicht abschließend beantwortet, mit zahlreichen Studien sowohl für die eine als auch die andere Seite. An ihr hängt, ob Danksagungen in der Evaluation von Wissenschaft helfen können oder valide Forschungsdaten liefern.
Beispielsweise schloss der Anthropologe Eyal Ben-Ari 1987 aus einer Untersuchung von Danksagungen in der Anthropologie, dass Danksagungen gegenüber höherrangigen Kollegen den Versuch darstelle, Aufmerksamkeit zu gewinnen und somit die Karrieremöglichkeiten junger Anthropologen zu verbessern. Der Dank diene zudem als Gegenleistung für eine als Lernender empfangene Leistung (Lehre), kann aber zugleich auch die Zugehörigkeit zu Gruppen und Solidarität mit solchen Gruppen darstellen. Danksagungen gegenüber Personen, die im Fokus der Untersuchung standen, bestätigten dem Leser die Authentizität der Ethnographie. Danksagungen gegenüber Familienmitgliedern und Partnern seien zudem Hinweis auf die Spannungen, die der Beruf des Anthropologen mit sich bringe und könne den Ethnographen als „soziale Person“ darstellen.
Ökonomen vertreten dagegen häufiger die Ansicht, Danksagungen seien grundsätzlich ernst zu nehmende Daten. Insbesondere würde sich ein anderes Muster zeigen, wenn strategische Danksagungen die Norm wären: Denn dann spräche nichts dagegen, dass einfach jeder bekannten Leuten in seinen Forschungsarbeiten dankt, unabhängig von einer tatsächlichen Kommunikation oder nicht.

## Vorkommen
Die Bedeutung und Ausformung variieren deutlich über die verschiedenen Disziplinen, da in jeder Disziplin unterschiedliche Unterstützung erforderlich ist. Ein weiterer Grund seien unterschiedliche Publikationskulturen und die Intensität der Zusammenarbeit mit Redakteuren.
Beispielsweise wurden im Jahr 1995 in drei wichtigen ökonomischen Fachzeitschriften (American Economic Review, Journal of Political Economy und Quarterly Journal of Economics) etwa doppelt so vielen Kollegen für intellektuelle Unterstützung gedankt wie in drei Pendants der Biologie (Quarterly Review of Biology, Journal of Experimental Biology und Biological Bulletin). Dies hängt damit zusammen, dass in Naturwissenschaften (Labor-)Ausrüstung und physische Unterstützung weitaus bedeutender sei als in Sozialwissenschaften, wo soziale Interaktion eine weitaus größere Rolle spiele.
Grundsätzlich steigt der Anteil von Artikeln mit Danksagungen unter allen publizierten Artikeln, als auch ihre Länge und Ausführlichkeit an, zumindest was Danksagungen für intellektuelle Zuarbeit betrifft. Dies konnte für etliche Disziplinen und Fachbereiche gezeigt werden, darunter Geschichtswissenschaft, für Finanzwirtschaft, für Biologie und für Volkswirtschaftslehre.
Allerdings ändert sich auch Bedeutung der Danksagungskategorien sich auch im Zeitverlauf. Für die Fachzeitschrift Cell gilt beispielsweise, dass die Bedeutung von moralischer (oder organisationeller) Unterstützung sowie Redaktionsassistenz zwischen 1975 und 2006 stagnierte, während die der anderen Kategorien stetig zunahm.

## Danksagungen als Forschungsdaten
Aus Sicht der Historikerin Emily Callaci ermöglichen Danksagungen eine Analyse der Hierarchien und Exklusionsprozesse im akademischen Kontext. Dies stützen auch die Ökonomen Michael Rose und Co-Pierre Georg, die speziell für die Analyse von Hierarchien soziale Netzwerkanalyse vorschlagen.
Rose und Georg haben auch einen geschlechts-spezifischen Unterschied in der Häufigkeit der Erwähnungen zumindest in der Finanzwissenschaft aufgezeigt. Weibliche Wissenschaftler tauchen signifikant seltener in Danksagungen auf als männliche Wissenschaftler mit gleichem Karrieralter und ähnlicher Produktivität.
Ein weiteres Beispiel ist der „Hilfsbereitschafts“-Indikator vom Ökonomen Alexander Oettl basierend auf der relativen Häufigkeit von Danksagungen. So leisten Autoren, die gleichzeitig hilfsbereit und produktiv sind, einen wesentlich höheren Einfluss auf ihre Kollegen, als produktive Wissenschaftler, die aber nicht hilfsbereit sind.